# ぼくのでんしゃ
『ぼくのでんしゃ』（英記:BOKU no DENSHA）は、コナミデジタルエンタテインメントの子供向けトレーディングカードアーケードゲーム。2011年3月10日稼働開始。第3弾より『トーマス編』にリニューアル。

## 概要
電車を運転しながら、その電車にちなんだクイズやゲームを楽しむ内容となっている。
本作は『遊☆戯☆王ゼアル デュエルターミナル』シリーズと同じ非接触型カードスキャナーを搭載したコナミオリジナルの子供向けアーケードカードゲーム用の筐体を使用している。
第3弾より『きかんしゃトーマス』を題材とした内容にリニューアルされ、カードもトーマス・エドワードをはじめとした、同作品や劇場版に登場するキャラクターカードになっている。

## ゲーム内容
- 1プレイ100円で、1枚の「でんしゃカード」が排出され、カードをスキャンすると、そのカードに描かれた電車がゲーム画面に表示される。
- マスコン型コントローラーで電車を発車させ、運転中に行われるタイミングよくシャッターを押して画面上の電車をうまく撮影する「カメラゲーム」や、その電車にまつわる問題が出る「クイズゲーム」を行いながら、最後にタイミングよく電車を停車させたらゲーム終了である。
- 終了後、各ゲームの成績に応じていろいろな称号が貰える。

## カード
実際の写真をカード化している。
第1弾
N700系新幹線、300系新幹線、0系新幹線、700系新幹線ひかりレールスター、500系新幹線、100系新幹線、500系新幹線、E4系新幹線Max、E3系新幹線つばさ2000番台、E3系新幹線こまち0番台、E2系新幹線あさま、新800系新幹線つばめ2000番台、ドクターイエロー923形、スーパー北斗キハ283系、スーパー白鳥789系、成田エクスプレスE259系、スーパービュー踊り子251系、サンダーバード681系、オーシャンアロー283系、快速マリンライナー5000系、しおかぜ8000系、ゆふいんの森キハ72系、ソニック883系、白いソニック885系、北斗星24系、サンライズエクスプレス285系、EF210桃太郎、EF510レッドサンダー、DE15形ディーゼル機関車、C57SLばんえつ物語号
第2弾
新幹線E5系はやぶさ、N700系さくら、E926型East i、E1系新幹線Maxとき、400系新幹線つばさ、200系新幹線、E231系500番台山手線、103系大阪環状線、223系新快速、E233系中央線、E351系スーパーあずさ、371系あさぎり、787系リレーつばめ、フレッシュひたち、383系ワイドビューしなの、485系雷鳥（国鉄色）、485系レッドエクスプレスにちりん、指宿のたまて箱、E655系ハイグレード車両なごみ、ブルートレイン富士はやぶさ、E26系カシオペア、EH200形電気機関車ブルーサンダー、EH500形電気機関車金太郎、SL人吉58654 8620形、DMV、南海電鉄ラピート、小田急電鉄ロマンスカー・MSE80000形、小田急電鉄ロマンスカー・VSE50000形、京成電鉄スカイライナー、東武鉄道スペーシア
第3弾
トーマス、エドワード、ヘンリー、ゴードン、ジェームス、パーシー、トビー、ダック、オリバー、エミリー、スペンサー、メイビス、ヒロ、ディーゼル10、ベル、フリン、ハロルド

## リリース
- 2011年3月10日 第1弾稼動
- 2011年8月12日 第2弾「ぼくのでんしゃ2号」稼動
- 2012年3月28日 第3弾「ぼくのでんしゃ3号 トーマス編」稼働